# Coluber vittacaudatus
Coluber vittacaudatus là một loài rắn trong họ Rắn nước. Loài này được Blyth mô tả khoa học đầu tiên năm 1854.